# C. T. Hsia
Hsia Chih-tsing oder C. T. Hsia (chinesisch 夏志清, Pinyin Xià Zhìqīng, W.-G. Hsia Chih-tsing, * 18. Februar 1921 in Pudong, Shanghai, Republik China; † 29. Dezember 2013 in New York City) war ein chinesischer Literaturkritiker und Gelehrter. Seine literaturgeschichtlichen Werke gehören bis heute zum Standard.

## Biographie
Er wurde 1921 in Pudong, Shanghai geboren und machte seine Ausbildung an der University of Shanghai. Im September 1946 folgte er seinem Bruder an die Peking University, wo er zunächst die Position eines Lehr-Assistenten einnahm. In dieser Zeit führte er sein Studium westlicher Literatur weiter. Eine herausragende Doktorarbeit über William Blake brachte ihm ein Stipendium für die Yale University ein. 1947 ging er in die USA, wo er 1951 einen Ph.D. erwarb. Er lehrte am Huston-Tillotson College in Austin, Texas, 1956/57, an der State University of New York 1957 bis 1961 und an der University of Pittsburgh 1961/62. Dann trat er eine Stelle an der Columbia University an, wo er bis zu seiner Emeritierung 1991 Professor für Chinesische Literatur war.
Noch 2006 wurde Hsia an die Academia Sinica berufen. Im Alter von 85 Jahren war er die älteste Person, die je diese Berufung erhalten hatte. Nach seiner Aussage fühlte er sich dadurch wie eine „neue Braut“.
Hsia starb Ende Dezember 2013 in New York. Am 18. Januar 2014 wurde ein funeral service zu seinen Ehren abgehalten.

## Werke

### A History of Modern Chinese Fiction
Hsias bahnbrechendes erstes Werk, A History of Modern Chinese Fiction (dt.: Geschichte der modernen Chinesischen Romanliteratur, Yale University Press, 1961), wird dafür geschätzt, dass es die literarische Bewegung im China der 1930er und 1940er Jahre vorstellt. Aufgrund des Kalten Krieges gab es zu dieser Zeit kaum Informationen über die Chinesische Literatur. Daher gilt Hsia als Pionier in dieser Hinsicht und sein Buch gehört zu den Hauptwerken für das Studium der modernen chinesischen Literatur.
In A History Of Modern Chinese Fiction lobte er die Werke einiger weniger bekannter Autoren, unter anderem Qian Zhongshu, Eileen Chang und Shen Congwen. Erst durch seine Arbeit erlangten diese Autoren einen größeren Bekanntheitsgrad. Dementsprechend rief sein Werk auch einige Kritik hervor. Manche bezeichnen es auch als „unwissenschaftlich“.

### The Classic Chinese Novel(1968)
The Classic Chinese Novel ist eine Einführung für englischsprachige Leser zu sechs Romanen der Ming- und Qing-Zeit: Die Geschichte der Drei Reiche; Die Räuber vom Liang-Schan-Moor; Die Reise nach Westen; Jin Ping Mei; Die inoffizielle Geschichte des Gelehrtenwalds; und Der Traum der Roten Kammer.
Dieses Werk hat zum Neologismus der Sechs klassischen Romane geführt, wie Andrew H. Plaks feststellt.

### Eigenarten von Hsias Literaturkritik
Hsias Werk ist weniger theoriebelastet als vergleichbare Werke zu englischsprachigen Werken, werden aber in China aufgrund ihrer antikommunistischen Tendenzen kontrovers diskutiert.

## Werke (Auswahl)
- A History of Modern Chinese Fiction, 1917–1957. Yale University Press, New Haven 1961, ISBN 0-300-01462-7.
- The Classic Chinese Novel: A Critical Introduction (= Companions to Asian Studies). Columbia University Press, New York 1968 (reprinted 1980; 1996).
- C.T. Hsia on Chinese Literature (= Masters of Chinese studies. Band 1). Columbia University Press, New York 2004, ISBN 0-231-50347-4 (books.google.com).